# Results
Results é o nono álbum de estúdio da cantora e atriz estadunidense Liza Minnelli, lançado em 1989, pela Epic Records. A produção é da dupla Pet Shop Boys e de Julian Mendelsohn. A sonoridade é essencialmente de dance music, marcando a primeira experiência de Minnelli no estilo.
Para divulgá-lo, foram lançados quatro músicas de trabalho: "Losing My Mind" (o maior sucesso do disco), "Don't Drop Bombs" , "So Sorry, I Said"  e "Love Pains", todas apareceram em paradas de sucesso em diversos países. Um álbum de vídeo, intitulado Visible Results, foi lançado em 1990, inclui três videoclipes promocionais.
A recepção da crítica especializada em música foi favorável. Comercialmente, tornou-se o mais vendido e o álbum o melhor desempenho em paradas de sucesso internacionais da carreira de Minnelli. Mais de seiscentas mil cópias foram vendidas apenas na Europa, onde ganhou discos de ouro no Reino Unido e na Espanha. 
Dois relançamentos foram feitos no decorrer dos anos: o primeiro, de 2005, inclui três faixas remixadas como bônus e o álbum de vídeo Visible Results em DVD; O segundo é uma "Expanded Version", que inclui, além do álbum original, dois discos com remixes e um DVD com apresentações na TV e videoclipes.

## Produção e lançamento

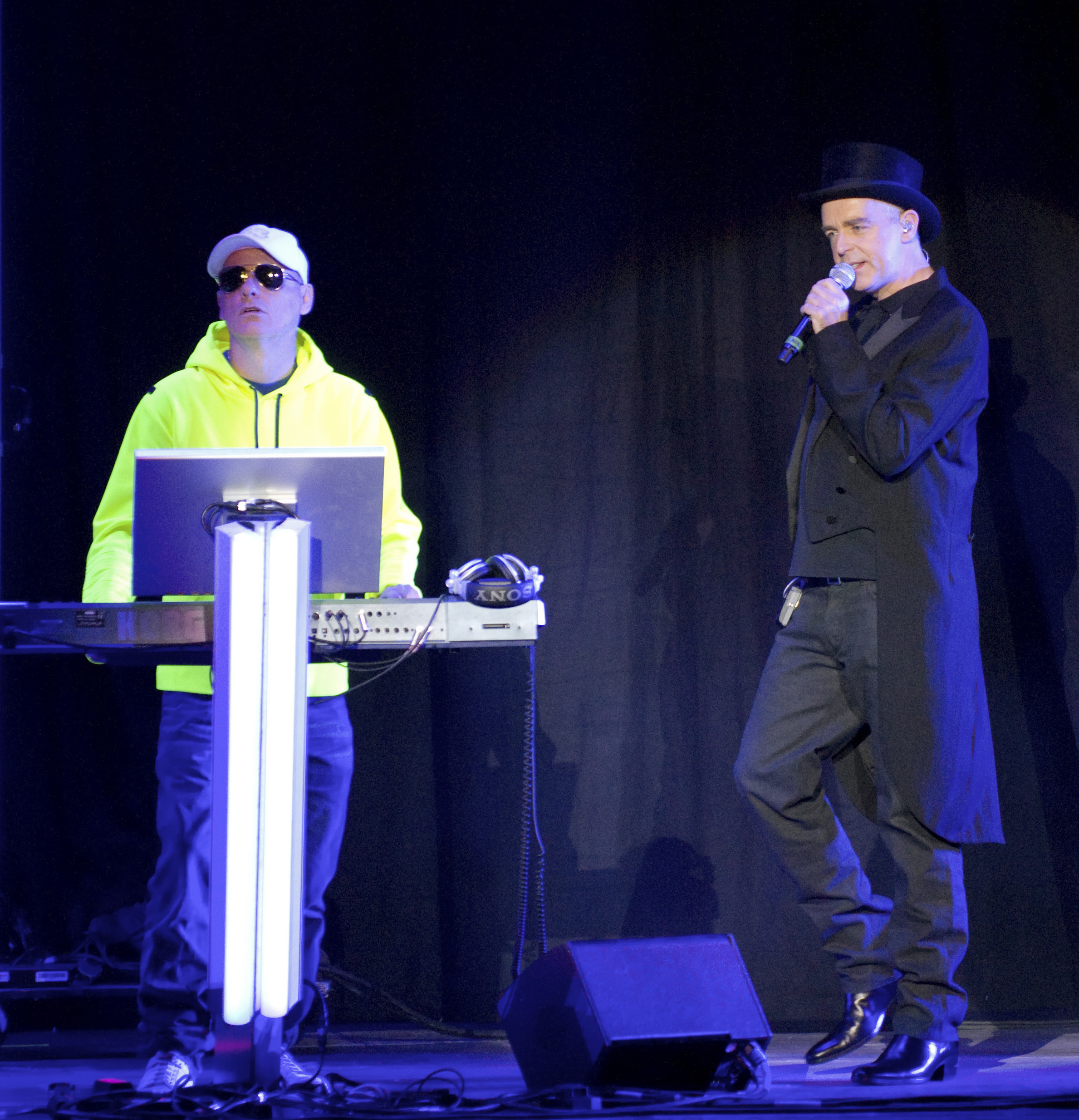
Os Pet Shop Boys em um show datado de 2007. A dupla foi a responsável pela produção e composição de Results.

Em 1988, Minnelli expressou interesse em fazer um disco de música pop, contrastando com suas produções habituais lançadas pela Columbia Records. Tom Watkins, o empresário dos Pet Shop Boys estava em um dos escritórios da Epic Records, nos Estados Unidos, por volta dessa época, promovendo sua nova banda Bros, quando soube que Minnelli tinha acabado de assinar com a empresa e sugeriu que Neil Tennant e Chris Lowe dos Pet Shop Boys poderiam trabalhar com ela. Minnelli tinha ouvido e gostado da música "Rent" da dupla e ficou emocionada ao saber que eles poderiam estar interessados em trabalhar com ela. Tennant já era fã de Minnelli e começou a escrever algumas músicas especificamente para ela.
Em março de 1989, Minnelli estava em turnê em Londres e gravou os vocais durante o dia. Ela se surpreendeu ao chegar aos estúdios e saber que o backing musical já havia sido gravado e revelou que trabalhar com a dupla era ao mesmo tempo divertido e desafiador, pois Tennant não se comprometia e pedia vocais em níveis mais baixos do que ela estava acostumada. Ela estava ansiosa para gravar um cover de "Rent" e também expressou uma satisfação particular com a música "So Sorry, I Said", dizendo que a letra era muito fiel a ela. Em geral, ela ficou impressionada com o trabalho da dupla liricamente e muito satisfeita com o trabalho finalizado.
Das canções incluidas, "Losing My Mind" faz parte do musical Follies, de 1971. "Twist in My Sobriety" foi gravada originalmente por Tanita Tikaram, no LP Ancient Heart, de 1988. "Love Pains" foi originalmente gravada por Yvonne Elliman, em Yvonne, de 1979, fazendo sucesso na parada da Billboard. "Rent" e "Tonight Is Forever" foram ambas gravadas originalmente pelos Pet Shop Boys, respectivamente, em Actually (1987) e Please (1986).
A versão demo do Pet Shop Boys de "Losing My Mind" (que tinha Neil Tennant cantando o vocal) foi mais tarde "arrumada" e lançada como lado B no single "Jealousy" da dupla. A ponte para "If There Was Love" apresenta Minnelli recitando o Soneto 94 de William Shakespeare: "Aqueles que têm o poder de ferir".
O título do álbum foi escolhido, a pedido de Minnelli, pelos Pet Shop Boys depois que eles ouviram um comentário improvisado de sua amiga Janet Street-Porter sobre uma de suas roupas ("Eu chamo de minha roupa de resultados ["results" em inglês], porque quando eu uso sempre atinjo resultados").

## Recepção crítica
| Críticas profissionais | Críticas profissionais |
| Avaliações da crítica  | Avaliações da crítica  |
| Fonte                  | Avaliação              |
| ---------------------- | ---------------------- |
| AllMusic               | [ 13 ]                 |
| Calgary Herald         | C                      |
| Number One             | [ 15 ]                 |

William Ruhlman, do site AllMusic, avaliou com três estrelas e meia de cinco, e escreveu que na maior parte das canções, a voz de Minnelli "foi submersa pelas batidas e sons gerados eletronicamente". Ele elegeu como a faixa mais interessante "Losing My Mind" e finalizou sua resenha dizendo que "Results é mais um álbum do Pet Shop Boys do que um disco de Liza Minnelli".
Edwin J Bernard, da revista inglesa Number One, considerou o álbum o melhor lançado em 1989. Ele escreveu que as músicas animadas são uma viagem pelas discotecas, com cada canção destacando um estilo diferente de música de dança moderna. Segundo ele, a voz teatral de Minnelli parece fora de lugar entre os arranjos de bateria, mas após algumas audições, as duas parecem criar uma nova categoria sonora, que ele batizou como camp pop. Em relação as letras, afirmou que as composições de Neil e Chris se encaixam perfeitamente com a cantora, "pintando imagens com palavras e explorando aspectos excêntricos do amor para que Liza possa se aprofundar".

## Desempenho comercial
O primeiro single lançado foi o da música "Losing My Mind", de Stephen Sondheim, em agosto de 1989. Minnelli promoveu a música em vários programas de televisão na Europa e nos Estados Unidos. Tornou-se um grande sucesso no Reino Unido, chegando a posição de número 6, onde ela apareceu no Top of the Pops naquele mês.
Mais três singles foram lançados do álbum durante 1989 e 1990, a saber "Don't Drop Bombs", "So Sorry, I Said" e "Love Pains", todos eles mapeados no Reino Unido.
O lançamento do disco ocorreu um mês depois, e alcançou a mesma posição no Reino Unido. Na Espanha alcançou a posição de número treze e foi certificado com um disco de ouro. Nos Estados Unidos o sucesso foi menor, alcançou a posição de número 128 na Billboard 200.
Ao todo, mais de 600 mil cópias do álbum foram vendidas na Europa.

## Lista de faixas
Créditos adaptados dos encartes de: Results (CD de 1989), Results (CD+DVD, de 2005) Results Expanded 4 Disc Edition (2017).
| Results – Standard version |                         |                                       |         |  |
| N.º                        | Título                  | Compositor(es)                        | Duração |  |
| 1.                         | "I Want You Now"        | Chris Lowe, Neil Tennant              | 4:41    |  |
| 2.                         | "Losing My Mind"        | Stephen Sondheim                      | 4:11    |  |
| 3.                         | "If There Was Love"     | Lowe, Tennant                         | 6:47    |  |
| 4.                         | "So Sorry, I Said"      | Lowe, Tennant                         | 3:14    |  |
| 5.                         | "Don't Drop Bombs"      | Lowe, Tennant                         | 3:39    |  |
| 6.                         | "Twist in My Sobriety"  | Tanita Tikaram                        | 4:51    |  |
| 7.                         | "Rent"                  | Lowe, Tennant                         | 3:54    |  |
| 8.                         | "Love Pains"            | Steve Barri, Michael Price, Dan Walsh | 4:10    |  |
| 9.                         | "Tonight Is Forever"    | Lowe, Tennant                         | 5:04    |  |
| 10.                        | "I Can't Say Goodnight" | Lowe, Tennant                         | 4:52    |  |

| Results – 2005 reissue bonus tracks |                                      |         |  |
| N.º                                 | Título                               | Duração |  |
| 11.                                 | "Losing My Mind" (Extended Remix)    | 7:01    |  |
| 12.                                 | "Don't Drop Bombs" (Extended Remix)  | 5:53    |  |
| 13.                                 | "Love Pains" (Steven Hurley's Remix) | 5:34    |  |

| Visual Results / Results – 2005 re-issue (bonus DVD) |                                  |         |  |
| N.º                                                  | Título                           | Duração |  |
| 1.                                                   | "Losing My Mind" (music video)   |         |  |
| 2.                                                   | "Don't Drop Bombs" (music video) |         |  |
| 3.                                                   | "So Sorry, I Said" (music video) |         |  |

| Results – 2017 Expanded 4-Disc Edition (Disc 2) |                                             |         |  |
| N.º                                             | Título                                      | Duração |  |
| 1.                                              | "Losing My Mind" (7″ Mix)                   |         |  |
| 2.                                              | "Losing My Mind" (Extended Remix)           |         |  |
| 3.                                              | "Losing My Mind" (Full Lentgh Ultimix)      |         |  |
| 4.                                              | "Losing My Mind" (Ultimix Dub)              |         |  |
| 5.                                              | "Losing My Mind" (Almighty Club Mix)        |         |  |
| 6.                                              | "Losing My Mind" (Almighty Dub)             |         |  |
| 7.                                              | "Losing My Mind" (Almighty Transensual Mix) |         |  |
| 8.                                              | "Love Pains" (Steve Hurley's Radio Edit)    |         |  |
| 9.                                              | "Love Pains" (Steve Hurley's Remix)         |         |  |
| 10.                                             | "Love Pains" (Deep House Pains)             |         |  |
| 11.                                             | "Love Pains" (Deep Dub)                     |         |  |
| 12.                                             | "Love Pains" (Steve Hurley's Instrumental)  |         |  |

| Results – 2017 Expanded 4-Disc Edition (Disc 3) |                                           |         |  |
| N.º                                             | Título                                    | Duração |  |
| 1.                                              | "Don't Drop Bombs" (New 7″ Mix)           |         |  |
| 2.                                              | "Don't Drop Bombs" (Extended Remix)       |         |  |
| 3.                                              | "Don't Drop Bombs" (Disconet Remix)       |         |  |
| 4.                                              | "Don't Drop Bombs" (Exterminator Remix)   |         |  |
| 5.                                              | "Don't Drop Bombs" (Peace And Love Remix) |         |  |
| 6.                                              | "Don't Drop Bombs" (Dub Mix)              |         |  |
| 7.                                              | "Don't Drop Bombs" (Percapella)           |         |  |
| 8.                                              | "Don't Drop Bombs" (Accapella)            |         |  |
| 9.                                              | "Don't Drop Bombs" (Instrumental)         |         |  |

| Results – 2017 Expanded 4-Disc Edition (Disc 4) |                                    |         |  |
| N.º                                             | Título                             | Duração |  |
| 1.                                              | "Losing My Mind" (promo video)     |         |  |
| 2.                                              | "Don't Drop Bombs" (promo video)   |         |  |
| 3.                                              | "So Sorry, I Said" (promo video)   |         |  |
| 4.                                              | "Love Pains" (UK TV appearance)    |         |  |
| 5.                                              | "The Day After That" (promo video) |         |  |

## Tabelas

### Tabelas semanais
| Tabela musical (1989–1990)            | Melhor posição |
| ------------------------------------- | -------------- |
| Australian Albums (ARIA)              | 94             |
| Países Baixos (Dutch Charts)          | 92             |
| Alemanha (Offizielle Deutsche Charts) | 47             |
| Spanish Albums (PROMUSICAE)           | 13             |
| Suécia (Sverigetopplistan)            | 23             |
| Reino Unido (Official Albums Chart)   | 6              |
| Estados Unidos (Billboard 200)        | 128            |

## Certificações e vendas
| País                  | Certificação | Vendas  |
| --------------------- | ------------ | ------- |
| Espanha (Promusicae)  | Ouro         | 50,000  |
| Estados Unidos (RIAA) | —            | 160,000 |
| Reino Unido (BPI)     | Ouro         | 100,000 |
| Resumos               |              |         |
| Europa                | —            | 600,000 |